# جوزيف إغناطيوس قسطنطين كلارك
جوزيف إغناطيوس قسطنطين كلارك (بالإنجليزية: Joseph Ignatius Constantine Clarke)‏ هو صحفي أيرلندي، ولد في 31 يوليو 1846 في Dún Laoghaire ‏ في جمهورية أيرلندا، وتوفي في 27 فبراير 1927 في نيويورك في الولايات المتحدة.

## وصلات خارجية
- جوزيف إغناطيوس قسطنطين كلارك على موقع IMDb (الإنجليزية)
- جوزيف إغناطيوس قسطنطين كلارك على موقع قاعدة بيانات برودواي على الإنترنت (الإنجليزية)